# 如果愛，就像他們
《如果愛，就像他們》（韓語：사랑한다면 이들처럼，又譯《要愛就像他們一樣》）是韓國SBS電視台於2007年3月23日播放的特輯電視劇，由李孝利、李東健、鄭俊鎬等演出。此劇雖然只有2集，共130分鐘，但總投資卻高達37億韓圓，而且是歌手李孝利及演員李東健時隔9年後再度合作。

## 臺灣首播
- 路徑:【MOD>高畫質專區>戲劇】
- 上映日：2009/8/14~10/13

參考資料: 中華電信MOD

## 劇情介紹
李娜3年來一直很努力成為歌手，機會終於來臨，但臨上台時，卻昏迷入院，被証實患上白血病；鄭泰是一個小混混，有一次卻遇上百貨公司大樓倒塌，雖然大難不死，但也被醫生診斷出身患絕症。當兩個相同命運的人在醫院相遇後，他們開始了一段不一樣的愛情……

## 演員陣容
- 李孝利 飾 李　娜
- 李東健 飾 鄭　泰
- 鄭俊鎬 飾 英　路

## 收視率
| 集數     | 播放日期   | 收視率 |
| -------- | ---------- | ------ |
| 第1集    | 2007/03/23 | 13.3%  |
| 第2集    | 2007/03/23 | 14.9%  |
| 平均收視 | 平均收視   | 14.1%  |

## 外部連結
- 本劇韓國SBS官方網站 

| SBS 特輯電視劇                    | SBS 特輯電視劇                     | SBS 特輯電視劇 |
| --------------------------------- | ---------------------------------- | -------------- |
|                                   | 如果愛，就像他們 （2007年3月23日） |                |
| 克里曼丁我的愛 （2006年12月25日） | 流動著的鴨綠江 （2008年11月14日）  |                |